# 旅立つ船
『旅立つ船』（たびだつふね、原題：The Ship Who Searched）は、アメリカ合衆国の作家アン・マキャフリイとマーセデス・ラッキーの共著によるSF小説である。「歌う船シリーズ」の2冊目の書籍である。なお、1994年11月に東京創元社から刊行されたときは、作者名は「マキャフリー＆ラッキー」となっている。

## あらすじ
ヒュパティア（愛称ティア）は、6歳の女の子。考古学者である両親に連れられて、古代の「サロモン＝キルデア文化（エスケイ文化）」の手がかりを探る惑星から惑星への旅を続けている。今日はティアの誕生日。親友であるBB船（筋肉・ブローン＋頭脳・ブレイン＋船）のモイラが、寄り道をしてプレゼントを持ってきてくれた。もちろん宇宙船であるモイラは動けないから、実際には筋肉であるトマスが届けてくれた。それは青色のクマのぬいぐるみで、ティアは喜んだ。
そのころから、彼女は手足がしびれるようになった。その症状はだんだんとひどくなり、彼女の身体は動かなくなった。中央諸世界の病院へ入院したが、原因はわからない。彼女の頭脳は正常なので、主治医はシェルパーソン（殻人）への道を提案した。ティアは頭脳船として生まれ変わった。宇宙船を手足のようにコントロールし、どこへでも行ける。細かい作業は筋肉がやってくれる。いつの日か、病気の原因を突き止めると彼女は誓った。

## 主な登場人物
- ヒュパティア・ケイド - 本作の主人公。愛称はティア。殻人として頭脳船になる。
- モイラ・ヴァレンタイン＝マヤ - ティアの旧知のBB船。
- ケネット・アシュア＝ゾルク - ティアの主治医。
- アレクサンダー - ティアの筋肉になった男。

## 書誌情報
- 『旅立つ船』 赤尾秀子訳、創元SF文庫、1994年11月4日発行、ISBN 4-488-68304-5